# 托圭 (博亞卡省)
托圭是哥倫比亞的城鎮，位於該國東北部，由博亞卡省負責管轄，距離首府通哈60公里，始建於1821年9月23日，面積118平方公里，海拔高度2,900米，2005年人口5,099。
5°23′N 73°31′W / 5.383°N 73.517°W